# Stefan Petrovic
Stefan Petrovic (* 8. September 1993) ist ein ehemaliger österreichisch-serbischer Fußballspieler.

## Karriere

### Verein
Petrovic begann seine Karriere beim KSV Ankerbrot Montelaa. 2002 wechselte er zum 1. Simmeringer SC. 2004 kam er in die Jugend des SK Rapid Wien, bei dem er später auch in der Akademie spielte. Im Sommer 2009 wechselte er nach Deutschland zu Hertha BSC.
Nachdem er zuvor für die A-Junioren gespielt hatte, debütierte er im März 2012 für die Zweitmannschaft der Hertha in der Regionalliga, als er am 18. Spieltag der Saison 2011/12 gegen den 1. FC Magdeburg in der Startelf stand.
Im Sommer 2012 kehrte Petrovic nach Österreich zurück, wo er sich dem Bundesligisten SC Wiener Neustadt anschloss. Nachdem er allerdings in der Hinrunde kein einziges Spiel für die Niederösterreicher absolviert hatte, wurde er im Jänner 2013 an den Regionalligisten FC Pasching verliehen. Mit den Paschingern konnte er in der Saison 2012/13 den ÖFB-Cup gewinnen. Nach Saisonende wurde er von den Oberösterreichern fest unter Vertrag genommen.
Sein internationales Debüt für den Regionalligisten gab Petrovic im August 2013, als er im Hinspiel des Europa-League-Playoffs gegen GD Estoril Praia in der Startaufstellung stand.
Zur Saison 2014/15 wechselte er zum Zweitligisten FC Liefering. Sein Debüt in der zweiten Liga gab er im Juli 2014, als er am zweiten Spieltag jener Saison gegen den Floridsdorfer AC in der 76. Minute für Manuel Haas eingewechselt wurde. Nach einer Saison, in der Petrovic nur fünf Spiele für die Salzburger absolviert hatte, verließ er den Verein.
Im August 2015 wechselte er nach Slowenien zum Erstligisten NK Zavrč. In der Prva Liga debütierte er im September 2015, als er gegen den FC Koper durchspielte. Nach zehn Partien für die Slowenen verließ er den Verein aber bereits im Jänner 2016 wieder.
Nach einem halben Jahr Vereinslosigkeit kehrte Petrovic zur Saison 2016/17 nach Österreich zurück, wo er sich dem Regionalligisten ASK Ebreichsdorf anschloss. In zwei Jahren in Ebreichsdorf absolvierte er 34 Regionalligapartien. Nach der Saison 2017/18 verließ er den Verein. Nach einem halben Jahr ohne Klub wechselte er im Jänner 2019 zum viertklassigen ASV Spratzern. Für Spratzern kam er in zwei Jahren zu 27 Einsätzen in der Landesliga. In der Winterpause 2020/21 wechselte er zum sechstklassigen SV Gablitz, bei dem er es in dieser Saison auf 22 Ligaspiele und zwei -tore brachte und nach wenigen Einsätzen in der nachfolgenden Spielzeit im Sommer 2022 seine Karriere als Aktiver beendete.

### Nationalmannschaft
Petrovic spielte 2008 erstmals für eine österreichische Jugendnationalauswahl. Im September 2011 debütierte er gegen Bosnien und Herzegowina für die U-19-Mannschaft, als er über die volle Distanz zum Einsatz kam.

## Erfolge
- Österreichischer Cupsieger 2012